# Volta Redonda
Volta Redonda is een Braziliaanse gemeente in de staat Rio de Janeiro met een bevolking van 265.201 inwoners en een oppervlakte van 182,8 km². De naam (ronde bocht) is afkomstig van de ronde vorm van een bocht in de Paraíba do Sul waarlangs de stad gebouwd is.
Samen met de gemeenten Barra Mansa en Pinheiral, vormt het een stedelijk gebied van meer dan 500.000 inwoners en vormt hiermede het tweede belangrijkste stedelijk gebied van de staat, na de grootstedelijke regio Rio de Janeiro.
Als economisch centrum van de streek van zuidelijk Sul Fluminense, is Volta Redonda van strategisch belang, gelegen nabij belangrijke stedelijke centra van naburige staten, zoals Juiz de Fora (190 kilometer) en São José dos Campos (220 kilometer).
De plaats is co-zetel van het rooms-katholieke bisdom Barra do Piraí-Volta Redonda.

## Geschiedenis
In 1744 noemden de eerste kolonisten de vreemde bocht in de Paraíba do Sul de "Volta Redonda". Zij bouwden grote boerderijen in de streek. Tussen de jaren 1860 en 1870 kende de scheepvaart op de Paraíba do Sul zijn gouden tijd tussen de steden Resende en Barra do Piraí, toen tegelijkertijd de spoorweg D. Pedro II gebouwd werd in Barra do Piraí en Barra Mansa. Hierdoor kreeg het dorp Santo Antonio de Volta Redonda vanaf 1875 een belangrijke impuls. Met de afschaffing van de slavernij in 1888, werd de teleurgang van de Vale do Paraíba ingezet en vatte de afgang van de landbouw aan.
Deze toestand werd in 1941 veranderd, toen de industrialisering van Volta Redonda van start ging. De plaats werd midden de Tweede Wereldoorlog als locatie gekozen voor de Companhia Siderúrgica Nacional (CSN). Deze vormde de basis van de verdere Braziliaanse industrialisering en arbeiders kwamen uit heel het land naar Volta Redonda om er te werken bij de staalovens. Bij zijn opening in 1946 was het de eerste staaloven van Latijns-Amerika.
De Belgische schrijver Conrad Detrez verbleef in 1962 als lekenmissionaris in Volta Redonda. Hij schreef hierover in zijn roman L'herbe à brûler (vertaald als Dor gras).

## Aangrenzende gemeenten
De gemeente grenst aan Barra do Piraí, Barra Mansa, Pinheiral, Piraí en Rio Claro.

## Verkeer en vervoer
De plaats ligt aan de wegen RB-393, RB-494, RJ-153 en RJ-157.

## Geboren
- Cláudio Adão (1955), voetballer
- Edivaldo Martins Fonseca (1962-1993), voetballer
- Luíz Antônio dos Santos (1964-2021), atleet
- Douglas Coutinho (1994), voetballer